# Nicsak, ki vagyok? (második évad)
A Nicsak, ki vagyok? című zenés show-műsor második évada 2020. november 22-én vette kezdetét a TV2-n.
A műsor második évadát az első évad után jelentették be és kiderült, hogy még 2020 őszén bemutatásra kerül. A két csapatkapitány Ábel Anita és Kajdi Csaba lettek, amit a Dancing with the Stars második élő adásában jelentettek be. A további csapattagokat Sztárban sztár hetedik évadának nyolcadik adásában és a táncos műsor harmadik adásában jelentették be. Az 1. csapat tagjai Kajdi Csaba, Mádai Vivien és Pápai Joci, a 2. csapat tagjai Ábel Anita, Csonka András és Király Viktor lettek. A műsorvezetői feladatokat ezúttal is Tilla látta el. Az évad újítása volt az ún. szuperképesség, amely a szereplők egy-egy érdekes hobbiját mutatja be, ezzel segítve a csapatok feladatát.
Az évad hét részes volt, vasárnaponként sugározta a TV2. A szuperdöntőt 2021. január 10-én tűzték műsorra. A műsor az előző évaddal ellentétben végig felvételről került adásba.

## Eredmények
| #  | Maszk     | Versenyző        | Foglalkozás              | Adások | Adások | Adások | Adások | Adások | Adások | Adások |
| #  | Maszk     | Versenyző        | Foglalkozás              | 1.     | 2.     | 3.     | 4.     | 5.     | 6.     | 7.     |
| -- | --------- | ---------------- | ------------------------ | ------ | ------ | ------ | ------ | ------ | ------ | ------ |
| 1. | Tigris    | Metzker Viktória | DJ                       | ✔      |        |        |        |        | ✔      | ♕      |
| 2. | Baba      | Mihalik Enikő    | modell                   |        |        |        |        | ✔      | ✔      | ♕      |
| 3. | Varjú     | Dobrády Ákos     | énekes                   |        |        | ✔      |        |        | ✔      | ♕      |
| 4. | Discogömb | Kempf Zozo       | BMX versenyző            |        | ✔      |        |        |        | ✖      | ✖      |
| 5. | Méhecske  | Karsai Zita      | táncművész               |        |        |        | ✔      |        | ✖      | ✖      |
| 6. | Pók       | Hevesi Kriszta   | szexuálpszichológus      |        |        |        |        | ✖      | ✖      | ✖      |
| 6. | Denevér   | Horváth Tamás    | énekes                   |        |        |        | ✖      | ✖      | ✖      | ✖      |
| 6. | Macskanő  | Csősz Boglárka   | modell, színésznő        |        |        | ✖      | ✖      | ✖      | ✖      | ✖      |
| 6. | Egérke    | Demcsák Zsuzsa   | műsorvezető              |        | ✖      | ✖      | ✖      | ✖      | ✖      | ✖      |
| 6. | Ló        | Cseh László      | úszó                     | ✖      | ✖      | ✖      | ✖      | ✖      | ✖      | ✖      |
| 7. | Vihar     | Bódi Margó       | énekesnő                 |        |        |        |        | ✖      | ✖      | ✖      |
| 7. | Király    | Győrfi Pál       | OMSZ szóvivő             |        |        |        | ✖      | ✖      | ✖      | ✖      |
| 7. | Csikóhal  | Szegedi Fecsó    | üzletember               |        |        | ✖      | ✖      | ✖      | ✖      | ✖      |
| 7. | Kalóz     | Pataky Attila    | énekes                   |        | ✖      | ✖      | ✖      | ✖      | ✖      | ✖      |
| 7. | Hattyú    | Zséda            | énekesnő                 | ✖      | ✖      | ✖      | ✖      | ✖      | ✖      | ✖      |
| 8. | Molylepke | Radics Gigi      | énekesnő                 |        |        |        |        | ✖      | ✖      | ✖      |
| 8. | TV        | Zsidró Tamás     | fodrász                  |        |        |        | ✖      | ✖      | ✖      | ✖      |
| 8. | Festmény  | Oszvald Marika   | színésznő, operetténekes |        |        | ✖      | ✖      | ✖      | ✖      | ✖      |
| 8. | Apáca     | Stohl András     | színész, műsorvezető     |        | ✖      | ✖      | ✖      | ✖      | ✖      | ✖      |
| 8. | Kukorica  | Lagzi Lajcsi     | zenész                   | ✖      | ✖      | ✖      | ✖      | ✖      | ✖      | ✖      |

## Adások

### 1. adás (november 22.)
| #      | Maszk    | Dal                                           | Találat    | Találat      | Személyazonosság | Eredmény     |
| #      | Maszk    | Dal                                           | 1. csapat  | 2. csapat    | Személyazonosság | Eredmény     |
| 1. kör | 1. kör   | 1. kör                                        | 1. kör     | 1. kör       | 1. kör           | 1. kör       |
| ------ | -------- | --------------------------------------------- | ---------- | ------------ | ---------------- | ------------ |
| 1      | Ló       | "Enter Sandman" (Metallica)                   |            |              | nem ismert       | Továbbjutott |
| 2      | Kukorica | "Can’t Stop the Feeling!" (Justin Timberlake) | ✔          | ✘            | Lagzi Lajcsi     | Kiesett      |
| 3      | Hattyú   | "Jump" (Kris Kross)                           |            |              | nem ismert       | Továbbjutott |
| 4      | Tigris   | "Hello" (Adele)                               | nem ismert | Továbbjutott |                  |              |
| 2. kör |          |                                               |            |              |                  |              |
| 5      | Ló       | "#thatPOWER" (will.i.am feat. Justin Bieber)  |            |              | nem ismert       | Továbbjutott |
| 6      | Tigris   | "Eye of the Tiger" (Survivor)                 | nem ismert | Továbbjutott |                  |              |
| 7      | Hattyú   | "The Diva Dance" (Eric Serra)                 | ✔          | ✘            | Zséda            | Kiesett      |
| 3. kör |          |                                               |            |              |                  |              |
| 8      | Tigris   | "Stupid Love" (Lady Gaga)                     |            |              | nem ismert       | Továbbjutott |
| 9      | Ló       | "Yozsefváros" (Animal Cannibals)              | ✘          | ✘            | Cseh László      | Kiesett      |

### 2. adás (november 29.)
| #      | Maszk     | Dal                                                   | Találat    | Találat      | Személyazonosság | Eredmény     |
| #      | Maszk     | Dal                                                   | 1. csapat  | 2. csapat    | Személyazonosság | Eredmény     |
| 1. kör | 1. kör    | 1. kör                                                | 1. kör     | 1. kör       | 1. kör           | 1. kör       |
| ------ | --------- | ----------------------------------------------------- | ---------- | ------------ | ---------------- | ------------ |
| 1      | Discogömb | "Blinding Lights" (The Weeknd)                        |            |              | nem ismert       | Továbbjutott |
| 2      | Egérke    | "Volt egy régi december" (Anasztázia)                 | nem ismert | Továbbjutott |                  |              |
| 3      | Apáca     | "Joyful, Joyful" (St Francis Choir feat. Lauryn Hill) | ✔          | ✘            | Stohl András     | Kiesett      |
| 4      | Kalóz     | "I Just Called to Say I Love You" (Stevie Wonder)     |            |              | nem ismert       | Továbbjutott |
| 2. kör |           |                                                       |            |              |                  |              |
| 5      | Egérke    | "Bella ciao…" (népdal)                                |            |              | nem ismert       | Továbbjutott |
| 6      | Discogömb | "Blöff" (AK26)                                        | nem ismert | Továbbjutott |                  |              |
| 7      | Kalóz     | "Stue Bbene" (Alessandro Safina)                      | ✘          | ✘            | Pataky Attila    | Kiesett      |
| 3. kör |           |                                                       |            |              |                  |              |
| 8      | Discogömb | "Fireball" (Pitbull)                                  |            |              | nem ismert       | Továbbjutott |
| 9      | Egérke    | "Gettin’ Jiggy With It" (Will Smith)                  | ✘          | ✔            | Demcsák Zsuzsa   | Kiesett      |

### 3. adás (december 6.)
| #      | Maszk    | Dal                                              | Találat    | Találat      | Személyazonosság | Eredmény     |
| #      | Maszk    | Dal                                              | 1. csapat  | 2. csapat    | Személyazonosság | Eredmény     |
| 1. kör | 1. kör   | 1. kör                                           | 1. kör     | 1. kör       | 1. kör           | 1. kör       |
| ------ | -------- | ------------------------------------------------ | ---------- | ------------ | ---------------- | ------------ |
| 1      | Varjú    | "Enigma (Give a Bit of Mmh to Me)" (Amanda Lear) |            |              | nem ismert       | Továbbjutott |
| 2      | Macskanő | "Ritual" (Tiësto, Jonas Blue & Rita Ora)         | nem ismert | Továbbjutott |                  |              |
| 3      | Festmény | "Ajjajjaj" (Quimby)                              | ✘          | ✘            | Oszvald Marika   | Kiesett      |
| 4      | Csikóhal | "PPAP (Pen-Pineapple-Apple-Pen)" (Pikotaro)      |            |              | nem ismert       | Továbbjutott |
| 2. kör |          |                                                  |            |              |                  |              |
| 5      | Varjú    | "Figaro" (Luciano Pavarotti)                     |            |              | nem ismert       | Továbbjutott |
| 6      | Csikóhal | "Lady N" (Korda György)                          | ✘          | ✘            | Szegedi Fecsó    | Kiesett      |
| 7      | Macskanő | "Miu, mi újság?" (Macskafogó)                    |            |              | nem ismert       | Továbbjutott |
| 3. kör |          |                                                  |            |              |                  |              |
| 8      | Varjú    | "Tündi bündi" (Majka)                            |            |              | nem ismert       | Továbbjutott |
| 9      | Macskanő | "Ederlezi" (Goran Bregović)                      | ✘          | ✔            | Csősz Boglárka   | Kiesett      |

### 4. adás (december 13.)
| #      | Maszk    | Dal                                          | Találat    | Találat      | Személyazonosság | Eredmény     |
| #      | Maszk    | Dal                                          | 1. csapat  | 2. csapat    | Személyazonosság | Eredmény     |
| 1. kör | 1. kör   | 1. kör                                       | 1. kör     | 1. kör       | 1. kör           | 1. kör       |
| ------ | -------- | -------------------------------------------- | ---------- | ------------ | ---------------- | ------------ |
| 1      | Méhecske | "Single Ladies (Put a Ring on It)" (Beyoncé) |            |              | nem ismert       | Továbbjutott |
| 2      | TV       | "Dschinghis Khan" (Dschinghis Khan)          | ✘          | ✘            | Zsidró Tamás     | Kiesett      |
| 3      | Denevér  | "Toxic" (Britney Spears)                     |            |              | nem ismert       | Továbbjutott |
| 4      | Király   | "Meseautó" (Ilosvay Gusztáv)                 | nem ismert | Továbbjutott |                  |              |
| 2. kör |          |                                              |            |              |                  |              |
| 5      | Méhecske | "I’m So Excited" (The Pointer Sisters)       |            |              | nem ismert       | Továbbjutott |
| 6      | Király   | "U Can’t Touch This" (MC Hammer)             | ✘          | ✘            | Győrfi Pál       | Kiesett      |
| 7      | Denevér  | "The Sound of Silence" (Disturbed)           |            |              | nem ismert       | Továbbjutott |
| 3. kör |          |                                              |            |              |                  |              |
| 8      | Denevér  | "Sucker" (Jonas Brothers)                    | ✔          | ✔            | Horváth Tamás    | Kiesett      |
| 9      | Méhecske | "Honey, Honey" (ABBA)                        |            |              | nem ismert       | Továbbjutott |

### 5. adás (december 20.)
| #      | Maszk     | Dal                                                                | Találat    | Találat      | Személyazonosság | Eredmény     |
| #      | Maszk     | Dal                                                                | 1. csapat  | 2. csapat    | Személyazonosság | Eredmény     |
| 1. kör | 1. kör    | 1. kör                                                             | 1. kör     | 1. kör       | 1. kör           | 1. kör       |
| ------ | --------- | ------------------------------------------------------------------ | ---------- | ------------ | ---------------- | ------------ |
| 1      | Baba      | "Kiss" (Prince)                                                    |            |              | nem ismert       | Továbbjutott |
| 2      | Pók       | "Love You Like a Love Song" (Selena Gomez & the Scene)             | nem ismert | Továbbjutott |                  |              |
| 3      | Vihar     | "99 Luftballons" (Nena)                                            | nem ismert | Továbbjutott |                  |              |
| 4      | Molylepke | "Bodak Yellow" / "I Like It" (Cardi B)                             | ✘          | ✔            | Radics Gigi      | Kiesett      |
| 2. kör |           |                                                                    |            |              |                  |              |
| 5      | Pók       | "Tépj szét!" (Oroszlán Szonja)                                     |            |              | nem ismert       | Továbbjutott |
| 6      | Baba      | "Push It" (Salt-n-Pepa)                                            | nem ismert | Továbbjutott |                  |              |
| 7      | Vihar     | "Eső" (Margaret Island)                                            | ✔          | ✔            | Bódi Margó       | Kiesett      |
| 3. kör |           |                                                                    |            |              |                  |              |
| 8      | Pók       | "Sofia" (Álvaro Soler)                                             | ✘          | ✘            | Hevesi Kriszta   | Kiesett      |
| 9      | Baba      | "I’ll Be There" / "ABC" / "Blame It on the Boogie" (The Jackson 5) |            |              | nem ismert       | Továbbjutott |

### 6. adás: középdöntő (január 3.)
- Közös produkció: "Don't You Worry Child" (Swedish House Mafia feat. John Martin)

| #      | Maszk     | Dal                                         | Találat    | Találat      | Személyazonosság | Eredmény     |
| #      | Maszk     | Dal                                         | 1. csapat  | 2. csapat    | Személyazonosság | Eredmény     |
| 1. kör | 1. kör    | 1. kör                                      | 1. kör     | 1. kör       | 1. kör           | 1. kör       |
| ------ | --------- | ------------------------------------------- | ---------- | ------------ | ---------------- | ------------ |
| 1      | Discogömb | "Shut Up and Dance" (Walk the Moon)         |            |              | nem ismert       | Továbbjutott |
| 2      | Tigris    | "Happy" (Pharrell Williams)                 | nem ismert | Továbbjutott |                  |              |
| 3      | Méhecske  | "Wannabe" (Spice Girls)                     | ✘          | ✔            | Karsai Zita      | Kiesett      |
| 4      | Varjú     | "Mennyország tourist" (Tankcsapda)          |            |              | nem ismert       | Továbbjutott |
| 5      | Baba      | "Ave Maria" (Beyoncé)                       | nem ismert | Továbbjutott |                  |              |
| 2. kör |           |                                             |            |              |                  |              |
| 6      | Varjú     | "Shine" (Take That)                         |            |              | nem ismert       | Továbbjutott |
| 7      | Tigris    | "Lean On" (Major Lazer & DJ Snake feat. MØ) | nem ismert | Továbbjutott |                  |              |
| 8      | Discogömb | "Nádfedeles kulipintyó" (Bangó Margit)      | ✘✘         | ✘✘           | Kempf Zozo       | Kiesett      |

### 7. adás: szuperdöntő (január 10.)
| #      | Maszk  | Dal                                                                       | Találat    | Találat   | Személyazonosság |
| #      | Maszk  | Dal                                                                       | 1. csapat  | 2. csapat | Személyazonosság |
| 1. kör | 1. kör | 1. kör                                                                    | 1. kör     | 1. kör    | 1. kör           |
| ------ | ------ | ------------------------------------------------------------------------- | ---------- | --------- | ---------------- |
| 1      | Baba   | "Barbie Girl" (Aqua) (duett a Bagollyal (Szőke Zoltán))                   |            |           | nem ismert       |
| 2      | Tigris | "Rain on Me" (Lady Gaga, Ariana Grande) (duett a Pandával (Malek Andrea)) | nem ismert |           |                  |
| 3      | Varjú  | "Macarena" (Los del Río) (duett a Szőrmókkal (Vajna Tímea))               | nem ismert |           |                  |
| 2. kör |        |                                                                           |            |           |                  |
| 4      | Tigris | "Higher Love" (Kygo, Whitney Houston)                                     |            |           | nem ismert       |
| 5      | Baba   | "Jai Ho!" (A. R. Rahman, The Pussycat Dolls)                              | nem ismert |           |                  |
| 6      | Varjú  | "Skin" (Rag’n’Bone Man)                                                   | ✘          | ✘✘        | Dobrády Ákos     |
| 3. kör |        |                                                                           |            |           |                  |
| 7      | Tigris | "Because the Night" (Cascada)                                             | ✘✘         | ✘✘        | Metzker Viktória |
| 8      | Baba   | "Together Again" (Janet Jackson)                                          | ✘✘         | ✘✘        | Mihalik Enikő    |

A műsort Ábel Anita, Király Viktor, Csonka András csapata nyerte 6:5-ös eredménnyel. A legtitokzatosabb versenyző Metzker Viktória lett, mivel ő leplezte le magát utoljára az évad szereplői közül.

## Nézettség
A +4-es adatok a teljes lakosságra, a 18–59-es adatok a célközönségre vonatkoznak. A táblázat csak a TV2 által főműsoridőben sugárzott adások adatait mutatja.
| Adás | Dátum              | Idősáv         | Teljes lakosság (+4) | Teljes lakosság (+4) | Teljes lakosság (+4) | Célközönség (18–59) | Célközönség (18–59) | Célközönség (18–59) | Forrás |
| Adás | Dátum              | Idősáv         | AMR (fő)             | SHR (%)              | Heti helyezés        | AMR (fő)            | SHR (%)             | Heti helyezés       | Forrás |
| ---- | ------------------ | -------------- | -------------------- | -------------------- | -------------------- | ------------------- | ------------------- | ------------------- | ------ |
| 1.   | 2020. november 22. | vasárnap 18:50 | 695 844              | 15,5                 | 9.                   | 313 369             | 12,8                | 11.                 | [ 4 ]  |
| 2.   | 2020. november 29. | vasárnap 18:50 | 680 340              | 14,8                 | 9.                   | 331 371             | 13,4                | 10.                 | [ 5 ]  |
| 3.   | 2020. december 6.  | vasárnap 18:50 | 626 806              | 13,2                 | 11.                  | 304 852             | 11,8                | 11.                 | [ 6 ]  |
| 4.   | 2020. december 13. | vasárnap 18:50 | 864 674              | 19,1                 | 4.                   | 406 516             | 16,4                | 3.                  | [ 7 ]  |
| 5.   | 2020. december 20. | vasárnap 18:50 | 733 527              | 16,9                 | 5.                   | 344 498             | 14,5                | 4.                  | [ 8 ]  |
| 6.   | 2021. január 3.    | vasárnap 18:50 | 670 903              | 14,6                 | 9.                   | 317 190             | 12,7                | 9.                  | [ 9 ]  |
| 7.   | 2021. január 10.   | vasárnap 18:50 | 918 414              | 20,2                 | 1.                   | 434 644             | 17,6                | 2.                  | [ 10 ] |